# Прибережна автомагістраль
Приберéжна áвтомагістраль — автошлях в місті Запоріжжя, який пролягає уздовж лівого берега річки Дніпро через Комунарський, Олександрівський та Вознесенівський райони міста. Починається від I моста Преображенського та вулиці Величара і закінчується на перетині Привокзальної вулиці та проспекту Героїв Національної гвардії України у Південному житловому масиві. Проїжджі смуги уздовж автомагістралі розділяють газони. Біля парку Перемоги автомагістраль перетинають річка Суха Московка, а біля ЦПКіВ «Дубовий Гай» — річка Мокра Московка. Протяжність Прибережної автомагістралі — 10,3 км.
До автомагістралі прилучаються:
- Кронштадська вулиця
- вулиця Героїв полку «Азов»
- вулиця Героїв Крут
- Тбіліська вулиця
- бульвар Шевченка
- вулиця Немировича-Данченка
- вулиця Нижньодніпровська
- вулиця В'ячеслава Зайцева
- вулиця Українська
- вулиця Фортечна
- вулиця Крива Бухта
- вулиця Дніпровська
- Глісерна вулиця
- вулиця Троїцька
- вулиця Горіхова Бухта
- вулиця Домаха[2]
- вулиця Привокзальна
- проспект Героїв Національної гвардії України.

## Історія
Будівництво автомагістралі розпочато у 1976 році, з метою відкриття об'їзної магістралі для транзитного й вантажного автотранспорту і, як наслідок, розвантаження центральної магістралі міста — проспекту Соборного.
У вересні 2021 року стало відомо, що на перетині Прибережної автомагістралі та вулиці Глісерній буде побудований ТРЦ «Хортиця- Mall».
22 січня 2022 року відкрито односторонній рух для проїзду автомобільного транспорту через новий  вантовий міст з острова Хортиця з виїздом на Прибережну автомагістраль.

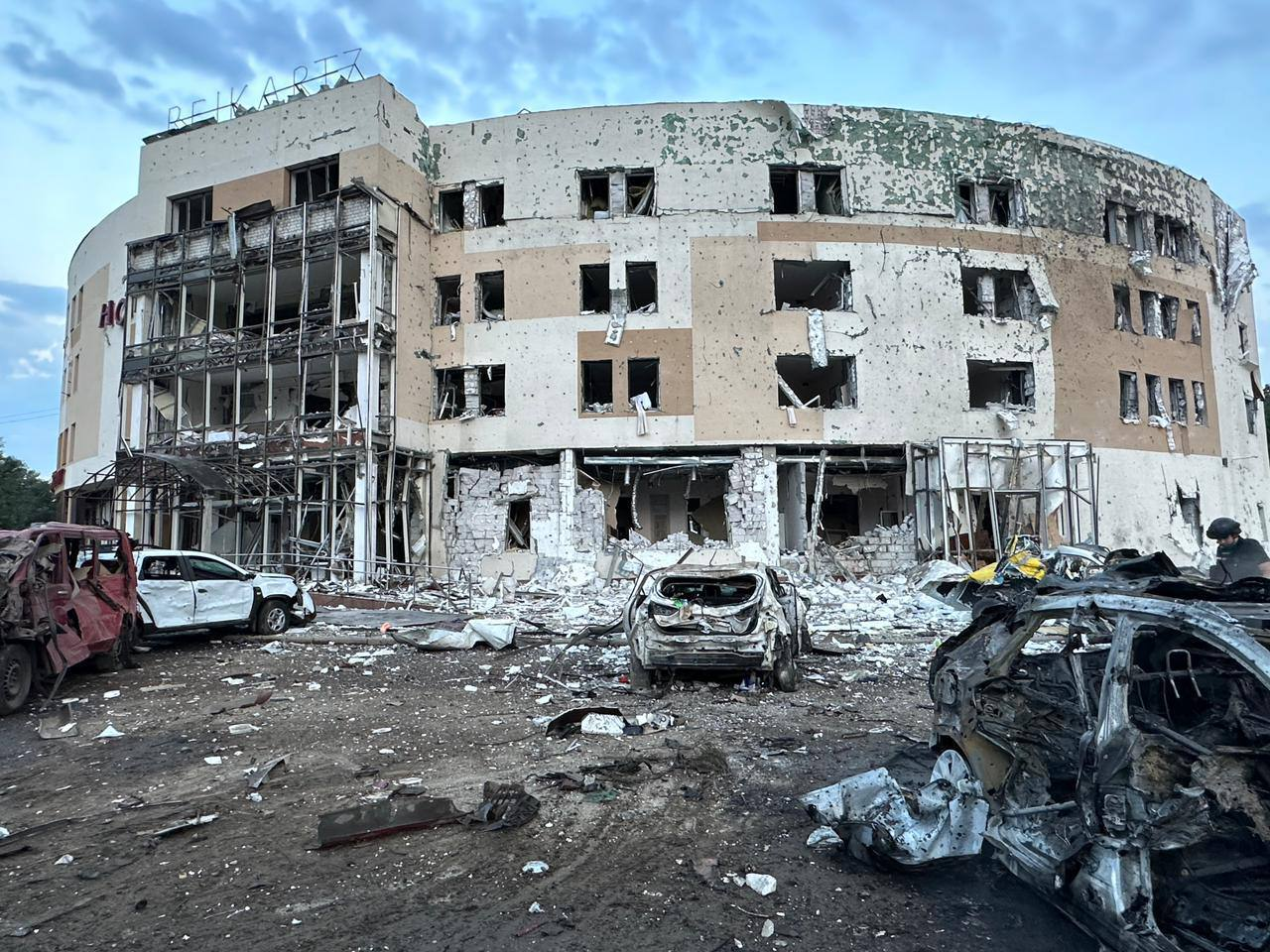
Готель «Reikartz» після ракетного удару 10 серпня 2023 року

10 серпня 2023 року, близько 19:20, російські окупанти атакували двома ракетами «Іскандер» об'єкт цивільної інфраструктури в Запоріжжі. Станом на 20:30 стало відомо про одну загиблу жінку, яка перебувала на відстані приблизно 300-400 метрів від удару. Поранено 9 осіб, з яких одна в важкому стані. Всі потерпілі госпіталізовані. Згодом стало відомо про 11 потерпілих. В  ООН прокоментували обстріл готелю в Запоріжжі. За їхніми даними, їхні працівники й представники інших гуманітарних організацій використовували готель «Reikartz» для допомоги запоріжцям. В готелі зупинялася й гуманітарна координаторка ООН в Україні Деніз Браун, коли відвідувала місто. Вона засудила «невибіркові удари» окупантів та закликала РФ дотримуватися міжнародного гуманітарного права. Загалом остаточно зазнали поранень 15 осіб.
20 червня 2024 року, в Запоріжжі в ТРЦ «City Mall» пройшло офіційне відкриття супермаркету «Сільпо» на місці колишнього Ашан.

## Міський громадський транспорт
На Прибережній автомагістралі відсутній рух міського громадського транспорту, окрім кінцевої зупинки автобусних маршрутів № 23, 54, 93 (біля ТРЦ «City Mall») і супермаркета «Епіцентр» та кінцевої зупинки тролейбусного 
маршруту № 14 і автобусних маршрутів № 59, 73, 83, 85, 99 «Набережна».

## Об'єкти та інфраструктура
На Прибережній автомагістралі розташовані найулюбленіші для мешканців міста місця відпочинку:
- Вознесенівський парк
- Парк Перемоги
- Центральний парк культури і відпочинку «Дубовий Гай»
- Центральний[9] та Вознесенівський пляжі[10]
- Ресторан «Веранда»[11]
- Кафе «У Берізки»[12]
- Паб «Веселий Роджер»[13]
- Кафе «Вітрило»[14]
- Ресторан «Santa Fe»[15]
- Ресторан «Бора Бора»[16]
- Ресторан «Рибацький стан»[17]
- Ресторан «Sun City»[18]
- Стадіон «Олімпійські надії»[19]
- Каскад фонтанів «Райдуга».

Готелі:
- Готель «Венеція»[20]
- готель «Reikartz Запоріжжя»[21] (зазнав пошкоджень та руйнувань з боку російських окупантів під час ракетного удару 10 серпня 2023 року).

Вздовж Прибережній автомагістралі розташовані ТЦ «Епіцентр», «Сільпо» (відкритий з 20 червня 2024 року на місці колишнього «Ашан», який з 1 березня 2022 року припинив оренду в ТРЦ «CityMall»), чисельні автозаправні станції, автосалони тощо.
Неподалік від Центрального пляжу з 30 серпня 2004 року тривалий час будується новий мостовий перехід через річку Дніпро паралельно мостам Преображенського.
24 грудня 2020 року відкрито автомобільний рух однією смугою на балковому мосту (споруда № 5), що веде з Хортицького району до острова Хортиці, через річку Старий Дніпро. У зв'язку з відкриттям проїзду верхової частиною балкового мосту, для автотранспорту в Запоріжжі представили нову схему руху. На новому балковому мосту і мосту Преображенського рух став одностороннім. А 22 січня 2022 року, в День Соборності України, перша частина вантового мосту була відкрита за участі президента України Володимира Зеленського.